# Cementerio judío de Salónica

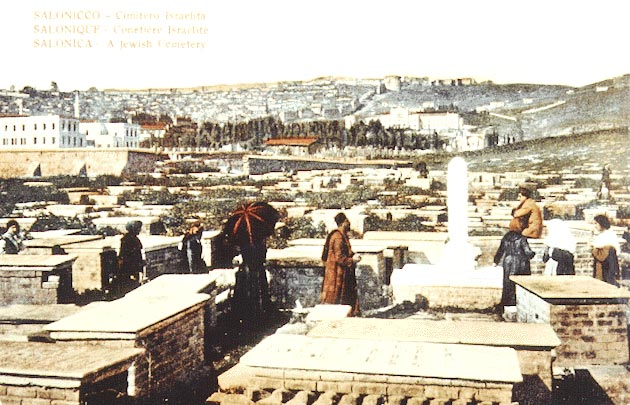
Cementerio judío de Tesalónica.

El cementerio judío de Tesalónica era un vasto cementerio judío que contenía entre 300.000 y 500.000 tumbas, situado al este de la antigua ciudad de Tesalónica, y que fue destruido durante la Segunda Guerra Mundial por los nazis.

## Emplazamiento
A comienzos del siglo XX, el cementerio ocupaba toda la distancia entre el recinto de la ciudad vieja y los nuevos barrios de Kalamariá, extendiéndose desde las alturas hasta las inmediaciones de la costa. El límite oriental del cementerio seguía el trazado de la actual calle Pavlos Melás, su lado norte se encontraba en el actual campus de la Universidad Aristóteles de Tesalónica, y el costado sur en lo que en nuestros días es el barrio de Saranda Ekklisíes (=Cuarenta Iglesias), en tanto que su límite oeste estaba situado en las cercanías del Estadio de Tumba, donde juega sus partidos el PAOK de Tesalónica F.C. El cementerio de los dömne, judíos convertidos al Islam, se encontraba en la misma ubicación.

## Historia
Se cree que el cementerio fue fundado por judíos romaniotas, quienes lo emplazaron en parte sobre los restos de un antiguo cementerio bizantino.
Tras la llegada masiva de judíos sefardíes tras la expulsión de los judíos del Reino de Castilla y Aragón, en 1492, el cementerio adquirió considerables dimensiones, extendiéndose por tierras hasta entonces desiertas y consideradas no cultivables. Su ampliación se hizo también a expensas de otro antiguo cementerio bizantino, como lo prueba la existencia de lápidas grabadas en un lado con caracteres hebreos y en otro con caracteres griegos o latinos. Durante más de 400 años los judíos de Tesalónica enterraron a sus difuntos en este cementerio, lo que lo convirtió en el mayor del mundo sefardí. En 1911 se extendía por una superficie de 324.000 m² y se cree que albergaba más de 300.000 sepulturas, distribuidas anárquicamente y, en ciertos lugares, tan concentradas que era necesario caminar sobre las lápidas para llegar a la tumba que se deseaba visitar.

### Progresión de la ocupación
El cementerio constituía una importante fuente de información sobre el pasado de la comunidad, y como tal ha sido estudiado por varios historiadores. Las tumbas más antiguas que se encontraban allí eran las de los askenazíes llegados a la ciudad antes de la gran inmigración sefardí de 1492. Los primeros sefardíes instalaron las tumbas de sus difuntos sobre las alturas, sin economizar el espacio y sin dar al cementerio un orden bien definido. Poco a poco, el cementerio avanzó hacia la costa, a la que llegó durante el siglo XVII. El espacio entre las tumbas se fue haciendo cada vez más restringido. Una nueva capa de tumbas comenzó desde entonces a superponerse sobre las sepulturas más antiguas. El tamaño de las lápidas fue aumentando con el tiempo. Mientras que a comienzos del siglo XVI no sobrepasaban el tamaño del cuerpo, con el tiempo se adquirió la costumbre de edificar lápidas de gran tamaño. En el siglo XIX, los judíos más ricos, muchos de ellos procedentes de Livorno, encargaron la edificación de sepulturas suntuosas ejecutadas en Italia y decoradas estéticamente según los cánones estéticos europeos.

### Epigrafía
Las inscripciones epigráficas, tradicionalmente en hebreo en los cementerios judíos antiguos, estaban acompañadas ocasionalmente en Tesalónica por transcripciones en otra lengua. Esto ocurría sobre todo en las tumbas de los numerosos marranos que se refugiaron en la ciudad durante el siglo XVII. Muchos habían olvidado el hebreo, y se escribieron para ellos epitafios en castellano. Ciertos judíos de Italia llegados por la misma época hicieron igualmente  grabar textos bilingües en italiano y hebreo. También se han hallado lápidas grabadas en yidis, lengua de los judíos askenazíes, y, más raramente, en alemán. A partir del siglo XIX, época en la cual comenzó a dejarse sentir la influencia europea y muy especialmente francesa, el cementerio empezó a albergar también inscripciones en francés y, en menor medida, en judeoespañol.